# Saxogade
Saxogade er en gade på Vesterbro i København, der strækker sig over ca. 650 m fra Vesterbrogade i nord til Dybbølsgade i syd.
Gaden, der har sit navn efter historikeren og krønikeskriveren Saxo Grammaticus, er en af de tidligst anlagte på Vesterbro. Dens navn kan dateres tilbage til 1867.
Efterhånden som Vesterbro bliver bebygget, bliver Saxogade et af de grelleste eksempler på et slumkvarter. Overbefolkning var et af de store problemer. Alene i ejendommen i nummer 17-19 boede der i 1950 212 personer, hvoraf 69 var børn. Københavns Kommunes boligkommission konkluderede allerede i 1947, at  “den indirekte betydning af boliger og bebyggelse for sundheden er langt større end den direkte. Utiltalende og overfyldte boliger frister til at søge bort til værtshuse og modarbejder familieliv, men begunstiger løse forbindelser.”
Det blev derfor i Saxogade, at der fra 1950'erne og frem blev sat gang i byfornyelsen. En karré mellem Saxogade og Westend blev nedrevet og gav plads til Saxoparken, der deler gaden over i to dele. 
Apostelkirken ligger i Saxogade. Gaden var tidligere også hjemsted for det nu nedlagte plejehjem Plejebo. 
I den fiktive verden er gaden kendt fra DR-børneserien Sonja fra Saxogade. 